# Milk Inc. (Best Of)
Milk inc. – drugi album kompilacyjny Milk Inc., wydany w Europie oraz USA.

## Lista utworów
1. Walk On Water (H2O Radio Mix) 03:12
2. Land Of The Living (Radio Mix) 03:19
3. Never Again (Single Mix) 03:20
4. Livin A Lie (Video Edit) 03:23
5. In My Eyes (Radio Edit) 03:31
6. For No Reason 03:16
7. Sweet Surrender 03:55
8. Time Has Stood Still 04:26
9. Midnight In Africa 06:18
10. La Vache (Regg & Arkin Radio Edit) 04:05
11. Oceans (Pulsedriver Radio Mix) 03:19
12. Losing Love (Radio Edit) 03:23
13. Inside Of Me (DJ Philip, Wout & Jan Remix) 05:59